# Княженский 1-й
Княженский 1-й — хутор в составе городского округа «город Михайловка» Волгоградской области.
Население составляет 188 (2010) человек.

## История
Хутор Княженский относился к юрту станицы Арчадинской Усть-Медведицкого округа Земли Войска Донского (с 1870 — Область Войска Донского). В 1859 году на хуторе проживало 85 мужчин и 120 женщин. Согласно переписи населения 1897 года на хуторе проживало 180 мужчин и 188 женщин, из них грамотных: мужчин — 69, женщин — 1.
Согласно алфавитному списку населённых мест Области Войска Донского 1915 года на хуторе имелось хуторское правление, проживало 209 мужчин и 224 женщины, земельный надел составлял 1181 десятину.
В 1928 году хутор Княженский включён в состав Михайловского района Хопёрского округа (упразднён в 1930 году) Нижне-Волжского края (с 1934 года — Сталинградский край). На момент образования района хутор являлся центром 1-го Княженского сельсовета. В соответствии с постановлением президиума краевого исполнительного комитета от 31 октября 1928 г. протокол № 7, постановлением Нижневолжской краевой административной комиссии от 08 декабря 1928 г протокол № 5 в Княжинский I-й сельсовет был присоединен к Княжинскому II сельсовету. В 1960 году № 15/471 §30 Княжеский и Ильменский сельсоветы были упразднены с передачей их территории в состав Арчединского сельсовета.
В 2012 году хутор включён в состав городского округа город Михайловка

## География
Хутор находится в степи, в пределах Приволжской возвышенности, являющейся частью Восточно-Европейской равнины, на реке Княжня (правый приток реки Медведицы). Высота центра населённого пункта около 90 метров над уровнем моря. По левой стороне долины Княжни в районе хутора оканчиваются овраги Четвёртый, Пятый, Шестой и Седьмой. Высота близлежащих к хутору холмов достигает 140—150 метров над уровнем моря. Почвы — чернозёмы южные.
Через станицу проходит автодорога Михайловка — Кумылженская. По автомобильным дорогам расстояние до районного центра города Михайловка — 27 км, до областного центра города Волгоград — 210 км.
Климат умеренный континентальный (согласно классификации климатов Кёппена — Dfa). Многолетняя норма осадков — 415 мм. Наибольшее количество осадков выпадает в июне — 48 мм, наименьшее в феврале — 22 мм. Среднегодовая температура положительная и составляет + 7,3 °С, средняя температура самого холодного месяца января −8,7 °С, самого жаркого месяца июля +22,4 °С.
Часовой пояс
Княженский 1-й, как и вся Волгоградская область, находится в часовой зоне МСК (московское время). Смещение применяемого времени относительно UTC составляет +3:00.

## Население
Динамика численности населения по годам:
| 1859 | 1873 | 1897 | 1915 | 1987 | 2002 |
| ---- | ---- | ---- | ---- | ---- | ---- |
| 205  | 245  | 368  | 433  | ≈310 | 164  |

| 2010 |
| ---- |
| 188  |